# Henriette Roland-Holst
Henriette Goverdine Anna Roland Holst-van der Schalk, llamada Henriette Roland-Holst, (Noordwijk, 24 de diciembre de 1869-21 de noviembre de 1952) fue una poetisa socialista holandesa. Estuvo casada con el pintor Richard Roland Holst.
- Datos: Q441439
- Multimedia: Henriette Roland Holst / Q441439